# Campeonato Paulista 1908
In 1908 werd het zevende Campeonato Paulista gespeeld voor clubs uit de Braziliaanse staat São Paulo. De competitie werd gespeeld van 13 mei tot 22 november 1908. Paulistano werd kampioen.  

## Eindstand
| Plaats | Club                    | Wed. | W | G | V  | Saldo | Ptn. |
| ------ | ----------------------- | ---- | - | - | -- | ----- | ---- |
| 1.     | Paulistano              | 10   | 6 | 3 | 1  | 24:17 | 15   |
| 2.     | Germânia                | 10   | 6 | 2 | 2  | 22:8  | 14   |
| 3.     | Americano               | 10   | 6 | 2 | 2  | 15:10 | 14   |
| 4.     | International           | 10   | 5 | 3 | 2  | 20:12 | 13   |
| 5.     | São Paulo Athletic      | 10   | 2 | 0 | 8  | 7:27  | 4    |
| 6.     | Internacional de Santos | 10   | 0 | 0 | 10 | 0:14  | 0    |

|  | Kampioen |

## Kampioen
| Campeonato Paulista de 1908    |
| São Paulo                      |
| ------------------------------ |
| PAULISTANO Kampioen (2° titel) |

## Topschutter
| Speler            | Speler | Goals | Club       |
| ----------------- | ------ | ----- | ---------- |
| Vlag van Brazilië | Peres  | 6     | Paulistano |